# ارغوان (سرده)
ارغوان  (Cercis) سرده‌ای از ارغوانیان درختچه‌ای بلند یا درختی کوتاه خزان‌دار است با شش تا ده گونهٔ بومی آمریکای شمالی و اروپای جنوبی و آسیا که به دلیل داشتن گل‌های بهارهٔ زیبا فراوان کشت می‌شوند؛ برگ‌های ساده و دایره‌ای یا قلبی‌شکل این گیاهان و همچنین گل‌های ارغوانی آنها از مشخصه‌های آنان است.